# Maria Furtwängler
Maria Furtwängler-Burda (ur. 13 września 1966 w Monachium) – niemiecka lekarka oraz aktorka filmowa i telewizyjna.
Laureatka nagrody Romy (2009). Odznaczona Bawarskim Orderem Zasługi, Orderem Zasługi Badenii-Wirtembergii i Orderem Zasługi Republiki Federalnej Niemiec.

## Życiorys
Maria Furtwängler jest córką aktorki Kathrin Ackermann (ur. 1939) i architekta Bernharda Furtwänglera (1931–2012). Dyrygent Wilhelm Furtwängler był jej stryjecznym dziadkiem. 
Po ukończeniu szkoły średniej Furtwängler studiowała medycynę na Uniwersytecie w Montpellier we Francji i Uniwersytecie Ludwika i Maksymiliana w Monachium. W 1996 roku obroniła doktorat na Uniwersytecie Technicznym w Monachium. Następnie pracowała jako lekarz, jednak w 2001 roku postanowiła całkowicie poświęcić swoje życie zawodowe aktorstwu. 
Karierę aktorską rozpoczęła w połowie lat 90. Od tego czasu wystąpiła w szeregu filmów i seriali telewizyjnych, m.in. w serialu Tatort, w którym od 2002 roku odgrywa rolę detektyw Charlotte Lindholm.
Jej mężem od 1992 roku jest wydawca Hubert Burda. Para ma dwoje dzieci: syna Jakoba (ur. 1990) i córkę Elizabeth (ur. 1992).

## Filmografia (wybór)
- 1987: Die Glückliche Familie
- 1994: Hallo, Onkel Doc!
- 1997: Kap der guten Hoffnung
- 2000: Donna Leon
- 2004: Mr. und Mrs. Right
- 2007: Ucieczka
- 2018: 100 rzeczy
- 2021: Wyznania hochsztaplera Feliksa Krulla
- 2023: Niemiecki geniusz